# Hildegarda Catoir-Lindner
Hildegarda Catoir-Lindner (ur. 23 listopada 1869 we Wrocławiu, zm. po 1937 w Gdańsku?) – pierwsza gdańska lekarka.

## Życiorys
H. Catoir-Lindner była córką profesora historii Theodora Lindnera, pracownika naukowego Uniwersytetu w Halle. Poślubiła żyjącego w latach 1875–1915 gdańskiego lekarza Carla Catoir, który zginął na froncie. Zasłynęła jako pierwsza gdańszczanka posiadająca dyplom lekarski. Była specjalistą w dwóch dziedzinach medycyny: ginekologii i pediatrii. W latach 1908–1937 prowadziła własny gabinet lekarski przy ulicy An der Reitbahn 4, dziś ulica Bogusławskiego.